# 上升号运载火箭
上升号运载火箭（俄语：Восход）是苏联R-7系列洲际弹道导弹的衍生产品之一，其起初专为载人航天飞行计划而设计，但后来也用于发射天顶系列军用侦察卫星。 该火箭使用了没有L组级上面级（Blok L）的闪电8K78-M型火箭第三级。自1966年起，所有的R-7衍生型号的火箭都配备了联盟11A511型所使用的改良加长版芯级火箭。自此以后，除了两次上升号载人飞船的发射任务以外，绝大部分情况下上升号运载火箭的I组级助推器（Blok I）使用RD-0107型发动机，而非联盟火箭上所使用的载人标准级的RD-0110发动机。
1965年之后发射的所有上升号火箭在参数和功能方面都与11A511型火箭基本相同，但和11A511型相比，其并没有配备载人标准的整流罩和逃逸塔系统。及至1976年，大约已有300发上升号火箭从拜科努尔和普列谢茨克发射场发射升空（每次发射的载荷很多样，但最常见的是天顶系列侦察卫星）。原本更新型的11A511U型火箭（联盟-U）已在1973年起正式投入使用，但上升号的现有库存在当时又花了三年时间才用完。
该火箭在1967年9月11日至1970年7月9日期间曾连续成功发射86次。